# Fastway
Fastway ist eine britische Hard-Rock-Band, die in den 1980er Jahren ihre größten Erfolge feierte. Die Band wurde vom ehemaligen Motörhead-Gitarristen „Fast“ Eddie Clarke zusammen mit dem UFO-Bassisten Pete Way ins Leben gerufen. Leadsänger war der jetzige Flogging-Molly-Frontmann Dave King.

## Geschichte
Fastway wurden 1982 vom ehemaligen Motörhead-Gitarristen Fast Eddie Clarke und dem ex-UFO-Bassist Pete Way gegründet. Die ersten Auditions hielten die beiden mit dem The-Clash-Drummer Topper Headon ab, bevor sie in Ex-Humble-Pie-Trommler Jerry Shirley ein festes Mitglied fanden. Als Sänger stieß der damals noch unbekannte Dave King zur Band.
Die Anwälte von Chrysalis Records machten Pete Way schnell darauf aufmerksam, dass er immer noch vertraglich an sie gebunden ist und somit nicht einfach so mit einer neuen Band auf einem neuen Label Songs veröffentlichen dürfe. Aus diesem Grund war auf dem Fastway-Debüt Session-Bassist Mick Feat zu hören. In den Albumcredits wurde Way ebenfalls nicht erwähnt. Das Album bekam gute Kritiken, nicht zuletzt durch den etwas an Led Zeppelin erinnernden Stil.
Für die Touraktivitäten nahm Clarke die Dienste von Alfie Angus als Aushilfsbassist in Anspruch. 1983 tourten Fastway im Vorprogramm von Iron Maiden und Saxon durch Amerika. Der Song Say What You Will erhielt in der Folgezeit massives Airplay von Radiostationen und MTV, was das Album bis auf Platz 31 der Charts klettern ließ. Das Debütalbum verkaufte sich schließlich über 500.000 Mal alleine in den USA.
Das zweite Album All Fired Up wurde erneut von Eddie Kramer produziert, diesmal mit Session-Bassist Charlie McCracken. Es wurden nur halb so viele Einheiten abgesetzt wie vom Debütalbum, obwohl Fastway erneut mit namhaften Bands wie den Scorpions, Ratt, Billy Squier und Rush durch Amerika tourten. Die Band löste sich zwischenzeitlich auf, aber schon 1986 erschien mit Waiting for the Roar ein weiteres Album. Im selben Jahr tourte die Band als Support für AC/DC durch Großbritannien.
Im Jahre 1987 schrieben Fastway den Soundtrack zum Horrorfilm Ragman, in dem Kiss-Bassist Gene Simmons einen Radio-DJ und Ozzy Osbourne einen Fernsehprediger spielen. Mit letzterem tourten Fastway zu Beginn des Jahres 1988 durch Irland. Im gleichen Jahr verließ Sänger Dave King die Band. Er gründete wenig später mit dem ehemaligen Krokus-, Asia- und Cobra-Gitarristen Mandy Meyer die Gruppe Katmandu, die 1990 ihr erstes und einziges Album veröffentlichte. Heute singt er bei der Irish-Folkpunk-Band Flogging Molly.
Sein Ersatz bei Fastway wurde Lea Hart. Um das nächste Album einzuspielen, rekrutierte Clarke Ex-Whitesnake- und Black-Sabbath-Bassist Neil Murray sowie Ex-Gary-Moore-Schlagzeuger Gary Ferguson und Ex-Rainbow-Keyboarder Don Airey. Für die Konzerte zu On Target verpflichtete die Band Schlagzeuger Steve Clarke und Bassist Paul Gray. Das Nachfolgealbum Bad Bad Girls wurde größtenteils von Eddie Clarke und Lea Hart im Alleingang eingespielt. Als Sessionmusiker wurde die Saxon-Rhythmussektion, bestehend aus Schlagwerker Nigel Glockler und Bassist Nibs Carter engagiert; Keyboarder war Toby Sadler. Nach den Aufnahmen wurde die Band erneut umstrukturiert. Neu dabei waren nun Bassist K. B. Bren und Schlagzeuger Riff Raff. Im Jahre 1992 lösten sich Fastway schließlich auf.
1998 veröffentlichte Receiver Records das Album On Target Reworked, welches neben neu aufgenommenen Songs vom 1988er Album auch frühere Songs mit den Vocals von Lea Hart enthielt.
Im Februar 2007 gaben Fastway die Teilnahme am Sweden Rock Festival bekannt. Neben Eddie Clarke wurden Stormzone-Sänger John Harbinson, Bassist Raymond Haller und Schlagzeuger Steve Strange als Mitglieder der Band genannt. Wenige Wochen später wurde auf der Webseite der Gruppe ein Wechsel an Gesang und Bass bekannt gegeben. Für Harbison kam der ehemalige Little-Angels-Sänger Toby Jepson und für Haller der Mama's Boys-Bassist John McManus in die Band. Fastway absolvierten in dieser Besetzung im Sommer einige große Festivals in Europa, so u. a. das Fields of Rock Festival in den Niederlanden, das Graspop Metal Meeting in Belgien, das Download-Festival im Donington Park in England und das Wacken Open Air in Norddeutschland. Beim bereits erwähnten Sweden Rock Festival traten auch Motörhead auf, die Fast Eddie in einer spontanen Reunion für einige Songs als zweiter Gitarrist unterstützte.

## Diskografie

### Studioalben
- 1983: Fastway
- 1984: All Fired Up
- 1986: Waiting for the Roar
- 1987: Trick or Treat
- 1988: On Target
- 1990: Bad Bad Girls
- 1998: On Target Reworked (neu aufgenommene On Target Songs plus neu eingespieltes älteres Material)
- 2011: Eat Dog Eat

### Livealben und Kompilationen
- 1991: Say What You Will (Live)
- 2000: The Collection (Kompilation)

### Singles und EPs
- 1983: We Become One
- 1983: Easy Livin’
- 1984: All Fired Up
- 1984: The Stranger
- 1986: The World Waits for You
- 1988: A Fine Line
- 1990: I’ve Had Enough
- 1990: Bad Bad Girls